# Обвалден
Обвалден е един от полукантоните на Швейцария. Населението му е 35 585 жители (декември 2010 г.), а има площ от 490,59 кв. км. Административен център е град Зарнен. Официалният език е немският. По данни от 2010 г. около 12,9% от жителите на кантона са хора с чуждо гражданство. Към 2000 г., от всички жители, 92,3% говорят немски като майчин език, 1,4% от жителите говорят албански, 1,2% говорят сърбо-хърватски.